# Lone Sloane
Lone Sloane è un personaggio immaginario dei fumetti di fantascienza ideato e disegnato dall'autore francese Philippe Druillet nel 1966.

## Trama
(Philippe Druillet, Il trono del dio nero)
In un lontano futuro i terrestri tentano. di colonizzare l'Universo esplorandone le vastità con straordinarie astronavi. Lone Sloane è alla guida di una di queste ma a seguito dell'attivazione del meccanismo di autodistruzione del suo mezzo viene proiettato nel futuro. Viene catturato da un'entità superiore, "Colui che cerca", collocato su un trono vagante nello spazio e scaraventato in altre dimensioni. Le avventure si collocano in universi mitologici, fantastici e costringono il protagonista a lottare contro il male in più occasioni.

## Storia editoriale

### Prime edizioni
Il personaggio è una creazione dell'autore francese Philippe Druillet; comparve per la prima volta nel 1966 sul volume Le mystère des abîmes pubblicato dall'editore Éric Losfeld, successivamente, nel 1970, sulla rivista Pilote, con una prima storia dal titolo Le trône du dieu noir (Il trono del dio nero), quindi con regolarità sulla stessa pubblicazione fino al 1972 con l'uscita dei restanti cinque capitoli della saga Les six voyages de Lone Sloane (I viaggi straordinari di Lone Sloane) e di altre storie.
Nella storia Délirius, pubblicata in quindici puntate, ai disegni di Druillet si aggiungono i testi e la sceneggiatura di Jacques Lob. Nel 1977 le avventure si spostano sulla rivista Métal Hurlant e, a partire dal 1980 fino al 2012, Lone Sloane sarà pubblicato non più a puntate ma in singoli volumi editi da varie case editrici. Nel 2012, nell'ultima avventura di Lone Sloane (Delirius 2), viene rinnovata la collaborazione ai testi con Jacques Lob cui si aggiunge Benjamin Legrand. Fa parte dello stesso universo narrativo anche il fumetto Salambò, adattamento dell'omonimo romanzo di Gustave Flaubert.
Le avventure di Lone Sloane sono state pubblicate tutte per la prima volta in Francia, su periodici e in formati vari, senza regolarità:
1. Le mystère des abîmes, pubblicato su volume delle edizioni Eric Losfeld, 1966
2. Les six voyages de Lone Sloane (Il trono del dio nero) pubblicato su Pilote n. 538, 1970
3. Le îles du vent sauvage ( Le isole del vento selvaggio), pubblicato su Pilote n. 553, 1970
4. Rose (Rose), pubblicato su Pilote n. 562, 1970
5. Torquedara Varenkor. Le pont sur les etoiles (Il ponte sulle stelle), pubblicato su Pilote n. 569, 1970
6. O Sidarta (Sidarta), pubblicato su Pilote n. 578, 1970
7. Terre (Terra), pubblicato su Pilote n. 598, 1970
8. Délirius (Delirius!), pubblicato a puntate su Pilote dal n. 651 al n. 666, 1970
9. Gaïl (Gail), pubblicato a puntate su Métal Hurlant dal n. 18 al n. 20 e dal n. 22 al n. 27, 1977
10. Salammbô (Salambò), pubblicato sul volume delle edizioni Les Humanoïdes Associés nel 1980
11. Carthage (Cartagine), pubblicato sul volume delle edizioni Dargaud, 1982
12. Matho (Matho), pubblicato sul volume delle edizioni Dargaud, 1986
13. Chaos (Chaos), pubblicato sul volume delle edizioni Albin Michel, 2000
14. Delirius 2 (Delirius 2), pubblicato sul volume delle edizioni Glénat, 2012

### Pubblicazione in Italia
In Italia le prime avventure di Lone Sloane sono state pubblicate dall'editore Gino Sansoni sulla rivista Horror nel 1971, successivamente, nel giugno 1973 dalla casa editrice Mondadori, in un albo cartonato intitolato I viaggi fantastici di Lone Sloane.
La pubblicazione delle storie in questo formato non proseguì ma la Mondadori ripropose l'eroe, l'anno successivo, nella raccolta Il piacere della paura, e l'anno successivo sulla rivista Il Mago in bianco e nero a puntate dal n. 28 (luglio 1974) al n. 35 (febbraio 1975).
Anche in Italia le traduzioni delle avventure di Lone Sloane si sono susseguite su periodici e in formati vari, senza regolarità. Di seguito le prime edizioni:
1. Il trono del dio nero, pubblicato su Horror n. 13, Gino Sansoni editore, 1971
2. Le isole del vento selvaggio, pubblicato su Horror n. 15, Gino Sansoni editore, 1971
3. Rose, pubblicato su Horror n. 16, Gino Sansoni editore, 1971
4. Il ponte sulle stelle, pubblicato su Horror n. 14, Gino Sansoni editore, 1971
5. Sidarta, pubblicato sul volume I viaggi fantastici di Lone Sloane, Mondadori, 1973
6. Terra, pubblicato sul volume I viaggi fantastici di Lone Sloane, Mondadori, 1973
7. Sidarta, pubblicato sul volume I viaggi fantastici di Lone Sloane, Mondadori, 1973
8. Delirius!, pubblicato nell'antologia Il piacere della paura, Mondadori, 1973
9. Gail, pubblicato nella raccolta Lone Sloane. L'Integrale, Magic Press, 2016
10. Salambò, pubblicato a puntate sulla rivista Pilot dal n. 13 al n. 16, editrice Nuova Frontiera, 1971
11. Cartagine, pubblicato nella raccolta Salambò. L'Integrale, Magic Press, 2016
12. Matho, pubblicato nella raccolta Salambò. L'Integrale, Magic Press, 2016
13. Chaos, pubblicato sul volume della serie Vertige, Editori del Grifo, 1973
14. Delirius 2, pubblicato nella raccolta Lone Sloane. L'Integrale, Magic Press, 2001

## Stile
La prima apparizione di Lone Sloane nel 1966 sul volume Éric Losfeld, su indicazioni dello stesso editore, calca la mano sugli aspetti erotici, e mostra un tratto grafico ancora acerbo, ben lontano dallo stile sfoggiato dall'autore già a partire dalla seconda avventura dell'eroe, pubblicata su Pilote. Nella seconda avventura, infatti, le tavole si fanno più complesse anche se i disegni e, soprattutto l'anatomia umana, soffrono ancora di inesperienza e approssimazione. Le vignette si allargano e tracimano, i colori sono preponderanti, le didascalie non seguono ordine sequenziale e così anche i disegni. Man mano, con il prosieguo delle puntate, l'opera di Druillet si fa sempre più d'avanguardia con atmosfere visionarie, disegni sempre più complessi e intricati e la trama ridotta a semplice pretesto.